# Northeim (huyện)
Northeim là một huyện ở Niedersachsen, Đức. Các huyện giáp ranh (từ phía tây bắc theo chiều kim đồng hồ) là: Holzminden, Hildesheim, Goslar, Osterode và Göttingen, bang Hessen (huyện Kassel).

## Lịch sử
Năm 1885, chính quyền Phổ đã lập các huyện ở các tỉnh vừa mới giành được. Năm 1884, các huyện Einbeck, Northeim, và Uslar đã được thành lập. Northeim và Uslar được sáp nhập vào năm 1932, và huyện này lại được sáp nhập với Einbeck năm 1974. Diện tích huyện được mở rộng vào năm 1977 khi vài đô thị của các huyện lân cận (Gandersheim và Osterode am Harz) được chuyển vào huyện Northeim.

## Địa lý
Huyện tọa lạc ở dãy núi Weserbergland, Weser tạo thành ranh giới phía tây của huyện này. Một con sông khác, sông Leine, chảy qua huyện theo hướng nam-bắc. Có hai sông khác đổ vào sông Leine là sông Rhume chảy qua thị xã Northeim và sông Ilme chảy qua thị xã Einbeck.

## Các thị xã và đô thị
| Thị xã                                                                                | Đô thị                                                                           |
| ------------------------------------------------------------------------------------- | -------------------------------------------------------------------------------- |
| 1. Bad Gandersheim 2. Dassel 3. Einbeck 4. Hardegsen 5. Moringen 6. Northeim 7. Uslar | 1. Bodenfelde 2. Kalefeld 3. Katlenburg-Lindau 4. Kreiensen 5. Nörten-Hardenberg |